# Gormiti Nature Unleashed
A Gormiti Nature Unleashed (eredeti címén Gormiti: Nature Unleashed!) olasz televíziós 3D-s számítógépes animációs sorozat, amelyet a Giochi Preziosi készített. 2012. szeptember 17-étől a Canal J tűzte műsorra. Magyarországon 2013. június 1-jétől a Cartoon Network adta le.

## Történet
Háromezer éve a Gormiti szigetén élők szembenéztek a legkomolyabb helyzetekkel. Magornak, a Volcano törzsnének, rengeteg vezetője volt, a bekerített hatalomban. A sötét haragok és vulkáni hatalmak azzal fenyegették a szigetet, hogy az összes élő Gormitival egyetemben, kihaljon az egész sziget. Magort csak az önzetlen küzdelemben és a hihetetlen hatalmon keresztül verték meg. Felkészült a küzdelemre a négy törzsből Föld, Air, Sea, és Forest. Van egy  rejtélyes segítjőük, az öreg bölcs, aki irányította a törzseket.

## Szereplők
- Agrom – Egyszerű földgormiti volt mindaddig, amíg egy nap megsebezte a nagy falat és előtört belőle a gonosz Firespitter. Magor egyik szolgája rátámadt Agromra és próbálta figyelmeztetni a népet a veszélyre, de nem nagyon voltak meggyőzőek a szavai. Amikor felbukkant az öreg bölcs, a segítségével Agrom felvehette lord alakját és helyretette Firespittert.
- Noctis – A léggormitik önfejű hercege. Önző, makacs és nem egy csapatjátékos, de ha komoly harcra kerül a sor, akkor ő is dicsőn harcol. Elég bizalmatlan és gyanakvó, de sokszor ez az óvatossága kifizetődő.
- Piron – A vízgormitik hercege, de mivel neki a lordokkal kell mennie, ezért testvére, Deron lesz a király. Piron nyugodt, elővigyázatos típus, nem kapja fel a vizet könnyen, de ha harcra kerül a sor, akkor minden erejével küzd.
- Tasaru – A föld gormitik gladiátora volt, amíg egy nap eljött érte, Agrom, Noctis és Piron, majd magukkal vitték, hogy közös erővel megmentsék a világot. Mivel egész életében egy harcias törzs gladiátora volt, ezért ha harcra kerül a sor, akkor örömmel vonul a küzdelembe. Szereti elpüfölni társait ha felforr a hangulat. De többnyire kedves és szeret szórakozni.
- Öreg bölcs (Old Sage) – Segíti és tanácsokkal látja el a 4 Lordot, hosszú útjuk során.

## Magyar hangok
- Előd Álmos – Agrom
- Szalay Csongor – Noctis
- Markovics Tamás– Piron
- Pálm Tamás – Tasaru
- ? – Öreg bölcs

## Epizódok

### 1. évad
1. ? (Pilot)
2. ? (The Air up There)
3. ? (Raging Waters)
4. ? (Deep Roots)
5. ? (The Fifth Stone)
6. ? (Gerz So Good)
7. ? (Rivers of Fire)
8. ? (Burning Heart)
9. ? (The Sky Is Falling)
10. ? (Riptide)
11. ? (Power Play)
12. ? (Brotherhood)
13. ? (The Fire Doors of Perception)
14. Önfejűség (Firebrand)
15. ? (The Portal of Fire)
16. ? (The Pisces War)
17. ? (Fire in the Sky)
18. ? (If a Tree Falls)
19. ? (The Stone And The Glass)
20. ? (The Sacrifice)
21. ? (The Face In The Sand)
22. ? (The Beast Of Eagle’s Peak)
23. ? (A Shadow of Hope)
24. ? (Everything in its Place)
25. ? (All for One)
26. ? (To All Things… an Ending)

### 2. évad
1. ? (Alive again)
2. ? (Who's these intruders?)
3. ? (Male perception)
4. ? (Just been created!)
5. ? (Super snowforce)
6. ? (Super sleigh)
7. ? (Reveal novum)
8. ? (What's under that mushroom)
9. ? (Hollyrabies!)
10. ? (Rabid fires)
11. ? (Upside down diamonds)
12. ? (Get the tank)
13. ? (Drop the fires)
14. ? (MAGORS BACK!?)
15. ? (Accidents happen)
16. ? (Flame thrower)
17. ? (Magor to hell)
18. ? (Çılgın Turkler)